# بونين (سنبل أباد)
بونین (بالفارسية: بوئین) هي قرية تقع في إيران في قسم سنبل أباد الریفي. يقدر عدد سكانها بـ 1,226 نسمة .